# Canon EF 70-200 мм

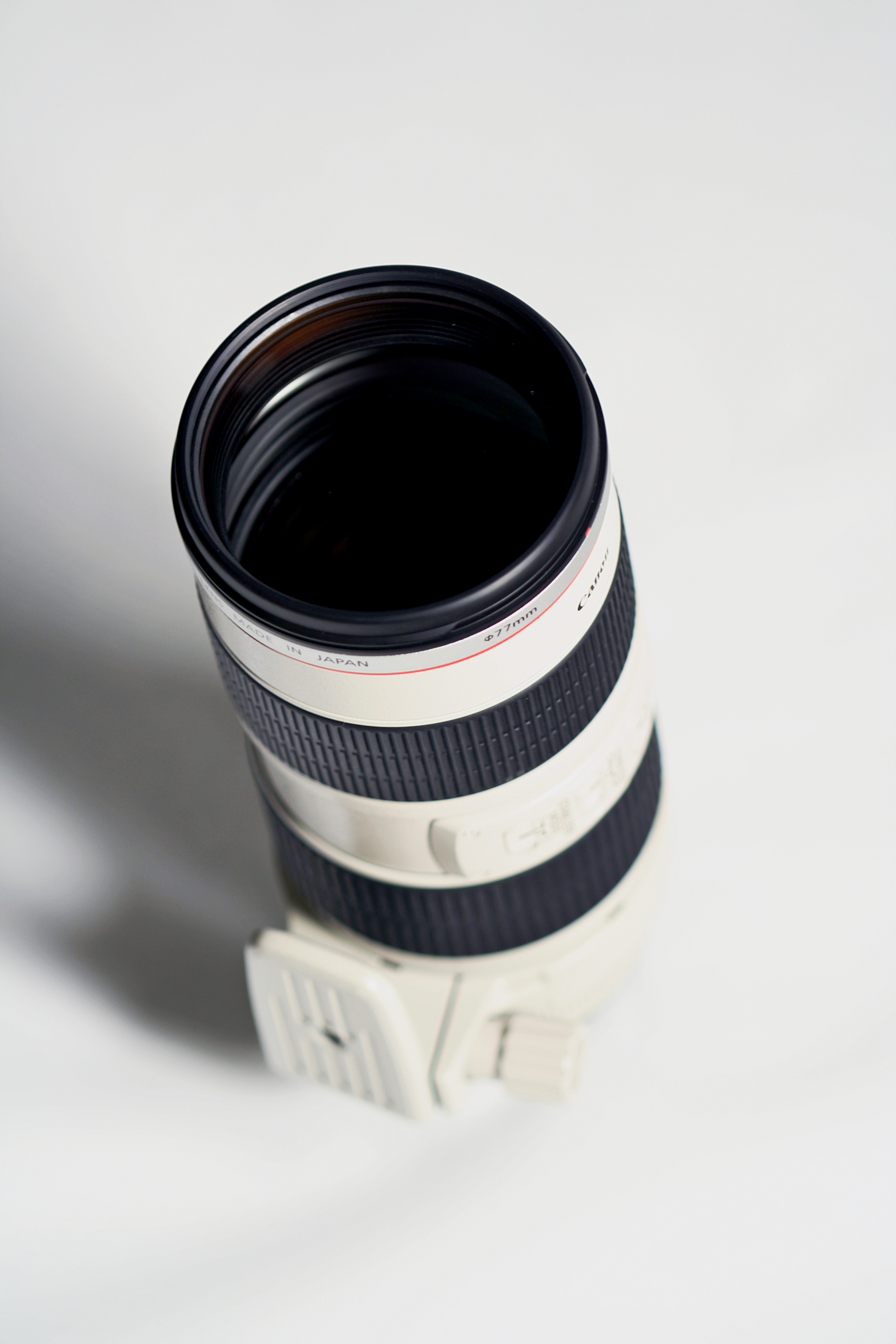

Canon EF 70-200 мм — серия зум-телеобъективов с наиболее часто используемым фокусным расстоянием и постоянной светосилой семейства Canon EF. Все объективы 70-200 мм относятся к серии «L» и имеют ультразвуковой привод (USM). Пять объективов имеют стабилизацию изображения.
Существует 7 видов 70-200 мм объективов Canon EF:
- 70-200 мм f/4L USM[1][2]
- 70-200 мм f/4L IS USM[3][4][4]
- 70-200 мм f/4L IS II USM[5]
- 70-200 мм f/2.8L USM[6][7]
- 70-200 мм f/2.8L IS USM
- 70-200 мм f/2.8L IS II USM[8][9]
- 70-200 мм f/2.8L IS III USM[10]

Последние варианты обоих версий f/4 и f/2.8 были анонсированы 7 июня 2018 года. В настоящий момент объективы производятся. В марте 2021 года появились новости, что компания Canon решила не развивать дальше эту линейку объективов.
Учитывая кроп-фактор 1,6×, характерного для неполнокадровых матриц формата APS-C цифровых зеркальных фотоаппаратов Canon EOS, угол изображения этих объективов для таких камер будет равен углу изображения объектива с фокусным расстоянием 112—320 мм, установленного на полнокадровые фотоаппараты формата 135.

## Основная область применения
Объективы версии F/4 USM благодаря почти в 2 раза меньшему весу популярны у фотографов-пейзажистов и любителей, которым нужен объектив с качеством L по относительно небольшой цене. Версии с диафрагмой f/2.8 популярны среди фотографов и фотожурналистов, которым требуются возможности объектива при слабом освещении. Некоторые фотографы-портретисты также предпочитают этот объектив, потому что большая диафрагма дает больше размытия фона и боке.

## Особенности
В объективах используются круглые диафрагмы с восемью или девятью лепестками, которые сохраняют почти круглую апертуру при закрытой диафрагме. Версии со стабилизацией изображения f / 2,8 и f / 4,0 также имеют защиту от атмосферных воздействий. Эти объективы совместимы с телеконвертерами Canon Extender EF. Благодаря внутреннему механизму зуммирования объектив не раздвигается снаружи, не крутится передняя линза и не изменяется зуммирование когда объектив направлен вниз.
Часто упоминаемая проблема с этим объективом заключается в таком расположении переключателей IS и AF, что возможно случайное их переключение во время съемки с рук. Некоторые фотографы, чтобы избежать этого закрывают кнопки клейкой лентой. Canon признал эту проблему и начиная с версий f/4L IS USM и f/2.8L IS II USM, используются переключатели, предназначенные для снижения вероятности случайного срабатывания.

## Описание объективов

### EF 70-200mm f/4L USM
Объектив Canon EF 70-200mm f/4L USM был выпущен в сентябре 1999 года и представляет собой профессиональный автофокусный объектив серии L с переменным фокусным расстоянием, оснащённый ультразвуковым приводом автофокусировки с 13 группами и 16 элементами линз.
Отличается высокой резкостью и качеством изображения при том, что это самый дешёвый объектив в линейке Canon EF 70-200L и в целом серии L. Чрезвычайно популярен у начинающих фотографов.

### EF 70-200mm f/4L IS USM
Объектив Canon EF 70-200mm f/4L IS USM был выпущен в ноябре 2006 года и представляет собой профессиональный автофокусный объектив серии L с переменным фокусным расстоянием, оснащённый ультразвуковым приводом автофокусировки и системой стабилизации изображения с 15 группами и 20 элементами линз.
Как и его младший брат (70-200mm f/4 USM), обладает высокой резкостью и качеством изображения. Оптический стабилизатор даёт выигрыш примерно в 4 ступени, что эквивалентно съёмке с выдержкой меньше на 4 стопа, то есть 1/13 сек. с использованием четырёхступенчатого стабилизатора против 1/200 без использования стабилизации изображения. Имеет ряд усовершенствований, в том числе пылевлагостойкий корпус.

### EF 70-200mm f/4L IS II USM
Объектив Canon EF 70-200mm f/4L IS II USM выпущен в июне 2018 года и представляет собой профессиональный автофокусный объектив серии L с переменным фокусным расстоянием, оснащённый ультразвуковым приводом автофокусировки и системой стабилизации изображения. Как у и предыдущего варианта, у объектива 15 групп и 20 элементов линз.
В объективе использован оптический стабилизатор 4-го поколения, который даёт выигрыш в 5 ступеней. В объективе применена 9-лепестковая круговая диафрагма, а так же уменьшилась минимальная дистанция фокусировки, теперь она составляет 1,0 метр (у предыдущих вариантов 1,2 метра), благодаря чему максимальное увеличение выросло до 0,27 крат. Объектив немного прибавил в размерах и весе, на 20 грамм. Изменился так же диаметр фильтра, теперь используются фильтры диаметром 72 миллиметра.

### EF 70-200mm f/2.8L USM
Объектив Canon EF 70-200mm f/2.8L USM был выпущен в марте 1995 года и представляет собой профессиональный светосильный автофокусный объектив серии L с переменным фокусным расстоянием, оснащённый ультразвуковым приводом автофокусировки с 15 группами и 18 элементами линз.
Отличается высокой светосилой f/2.8 на всём диапазоне фокусных расстояний. Как и все объективы серии L, обладает высоким качеством изображения, однако пылевлагостойкого корпуса нет.

### EF 70-200mm f/2.8L IS USM
Объектив Canon EF 70-200mm f/2.8L IS USM был выпущен в сентябре 2001 года и представляет собой профессиональный светосильный автофокусный объектив серии L с переменным фокусным расстоянием, оснащённый ультразвуковым приводом автофокусировки и системой стабилизации изображения с 18 группами и 23 элементами линз.
Отличается высокой светосилой f/2.8 на всём диапазоне фокусных расстояний и системой стабилизации изображения, которая даёт выигрыш примерно в 3 стопа. Обладает пылевлагостойким корпусом. Довольно высокая цена ограничивает сферы его использования. Однако в профессиональной среде он является чрезвычайно популярным продуктом. Заменён новым объективом EF 70-200mm f/2.8L IS II USM.

### EF 70-200mm f/2.8L IS II USM

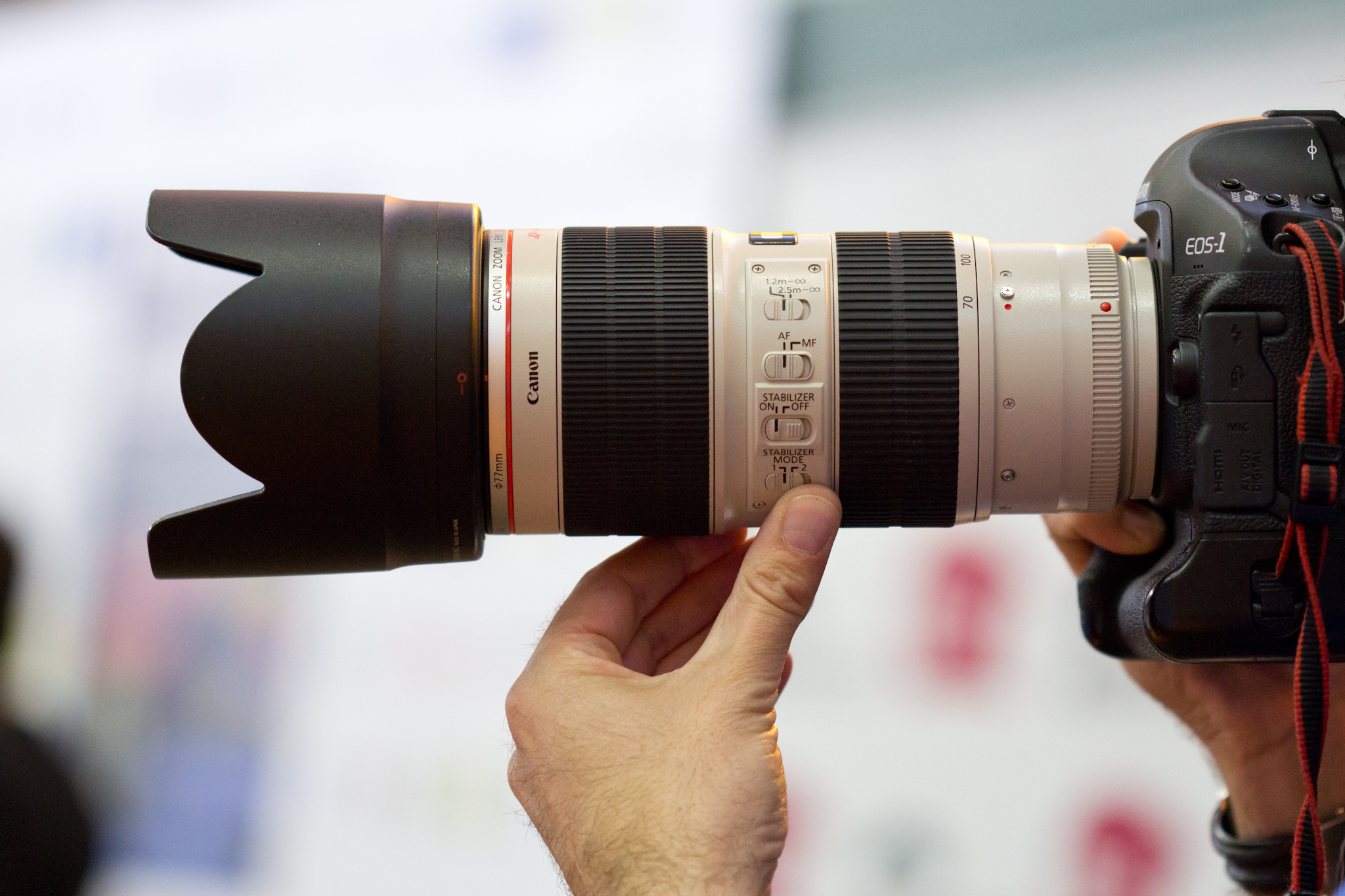
Canon EF 70-200mm f/2.8L IS II USM спортивного фотожурналиста.

Объектив Canon EF 70-200mm f/2.8L IS II USM был представлен 5 января 2010 года и представляет собой профессиональный телеобъектив серии L c переменным фокусным расстоянием. Этот светосильный автофокусный объектив серии L, оснащённый ультразвуковым приводом автофокусировки и системой стабилизации изображения с 19 группами и 23 элементами линз.
Отличается высокой светосилой на всём диапазоне фокусных расстояний и новой системой стабилизации изображения, которая даёт выигрыш примерно в 3,5 ступени экспозиции. Мало чем превосходит своего предшественника. Обладает пылевлагостойким корпусом, что делает его востребованным в профессиональной среде.

### EF 70-200mm f/2.8L IS III USM
Объектив Canon EF 70-200mm f/2.8L IS III USM выпущен в августе 2018 года и представляет собой новый светосильный автофокусный профессиональный телеобъектив серии L c переменным фокусным расстоянием. Этот объектив оснащён ультразвуковым приводом автофокусировки и системой стабилизации изображения с 19 группами и 23 элементами линз как и в предыдущем варианте.
Объектив имеет ряд усовершенствований, в том числе новая круговая диафрагма, хотя число лепестков осталось прежним - 8.

## Галерея

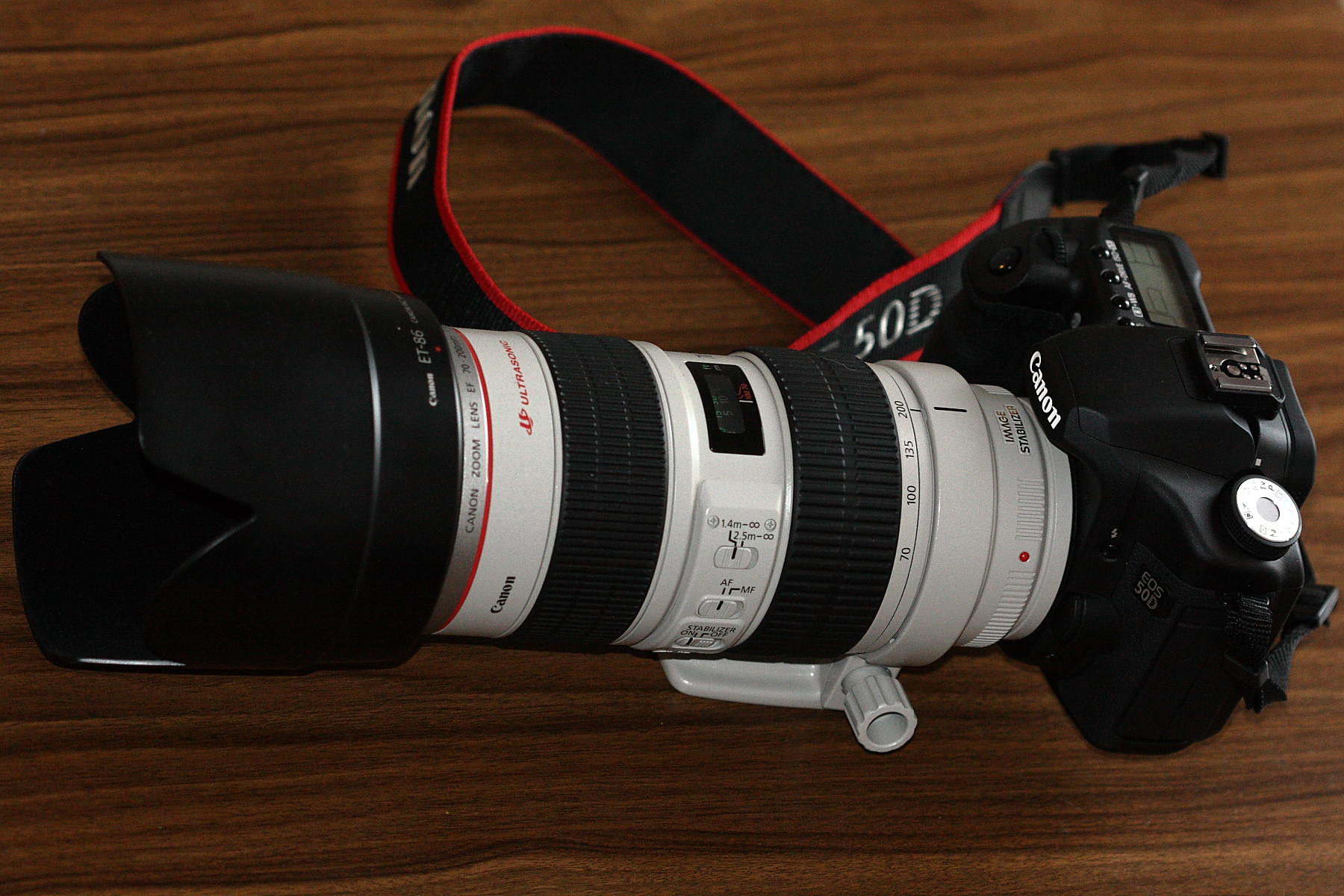
Canon 50D и EF 70-200mm f/2.8L IS
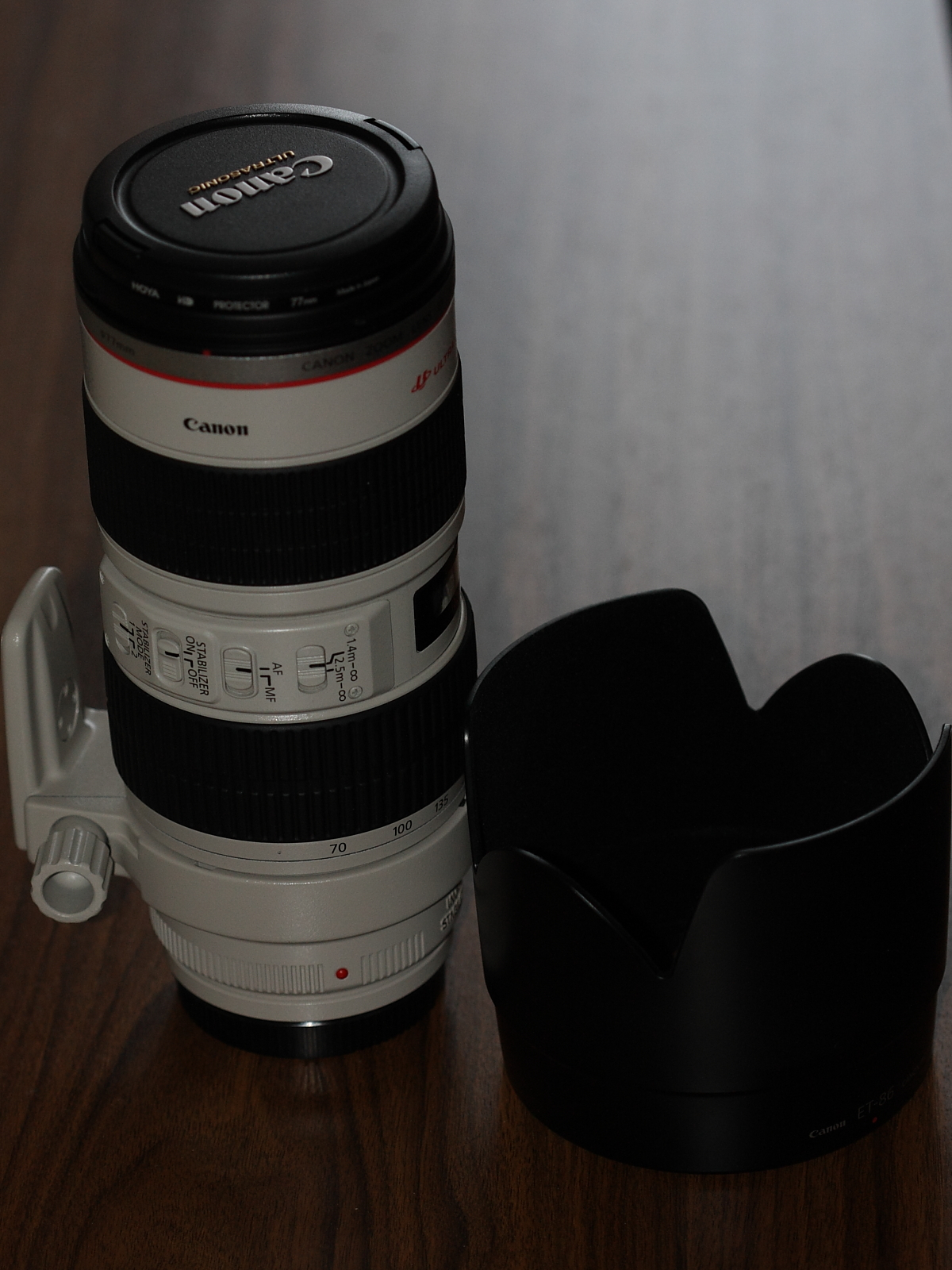
Крышечка Canon без внутреннего захвата затрудняет её использование с надетой блендой.
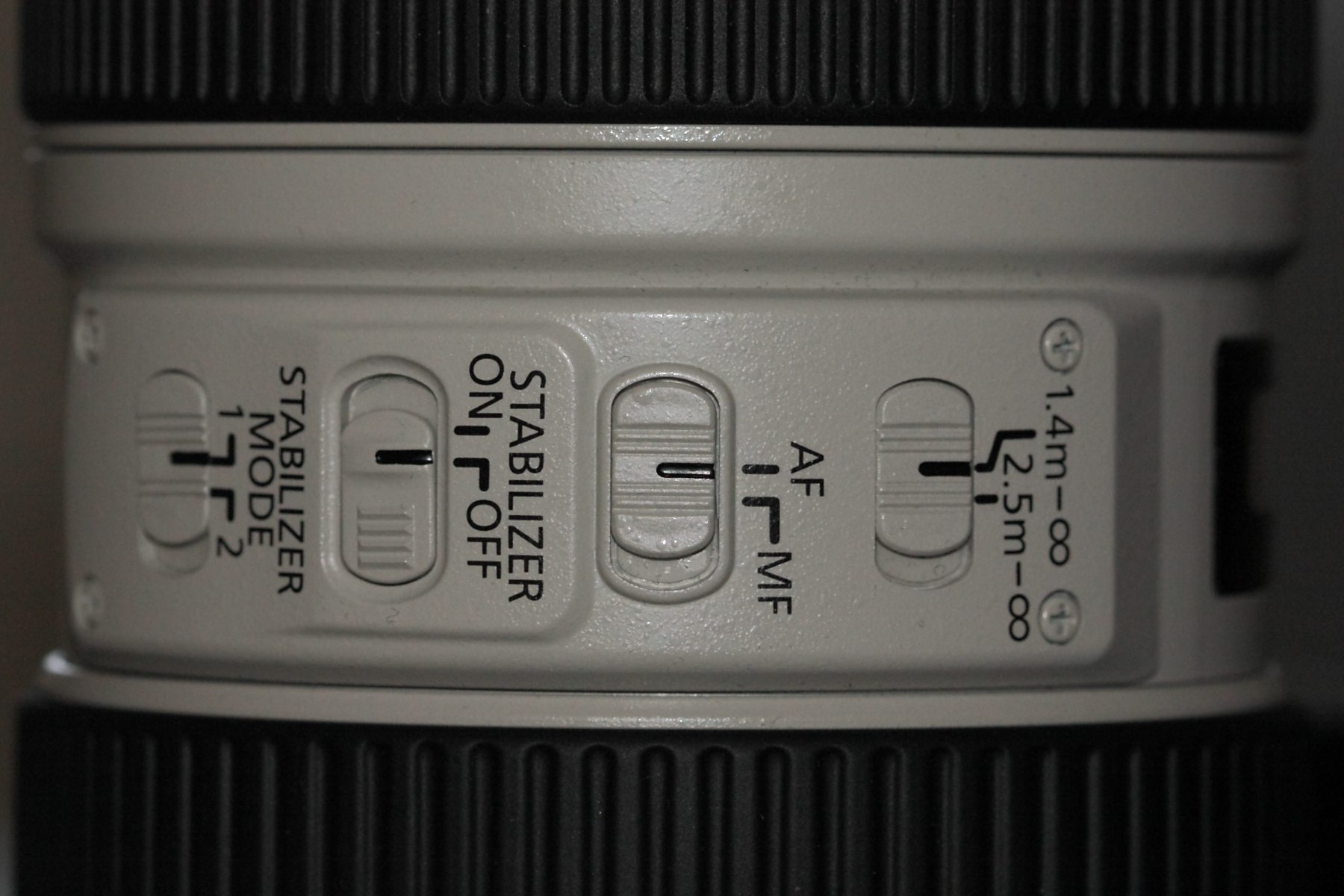
Два режима стабилизации изображения, позволяющие снимать движение с проводкой.